# الإضراب الزراعي البيروفي 2020-21

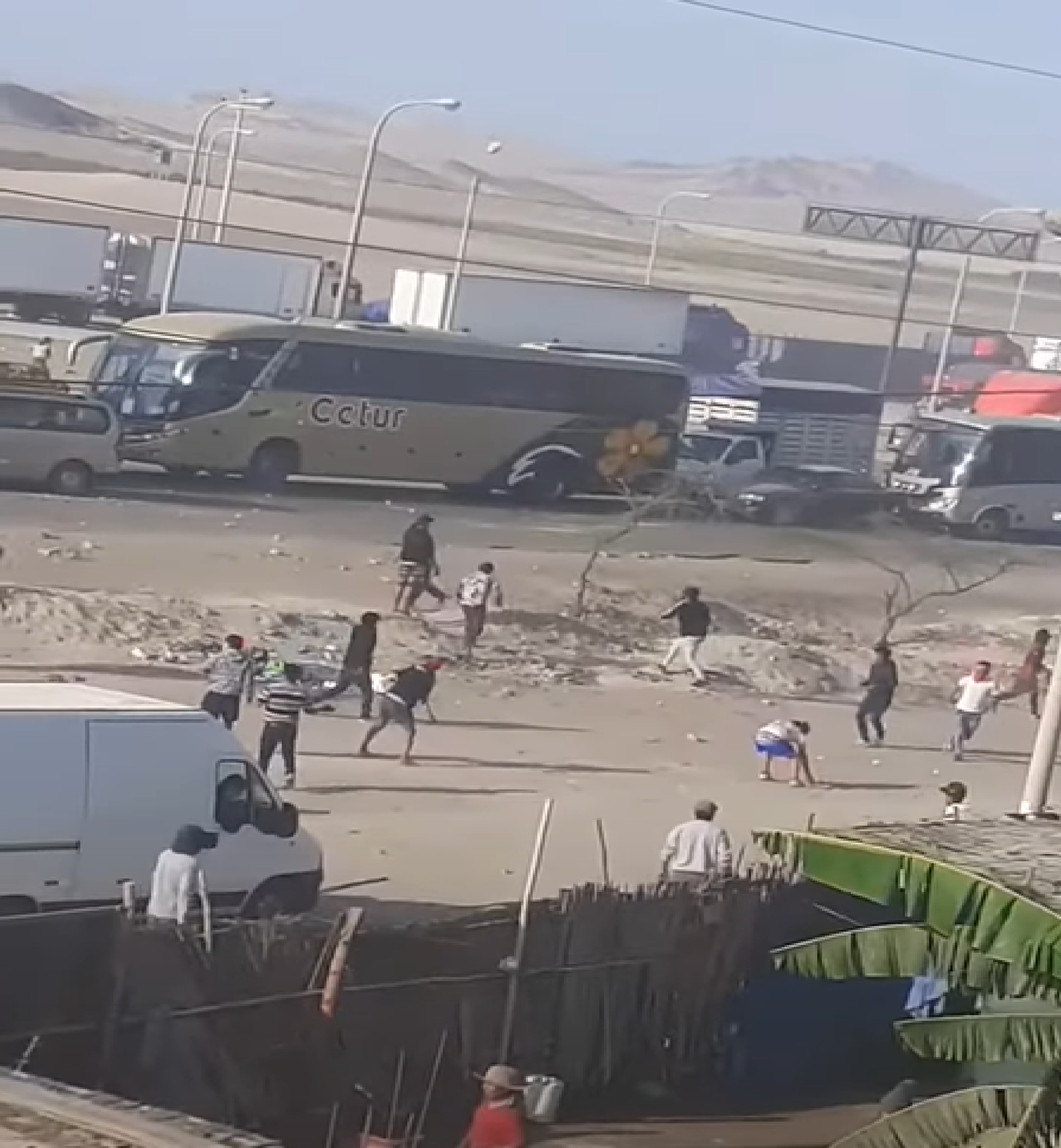
إضراب في إيكا ، احتجاجات زراعية عام 2020

الإضراب الزراعي البيروفي يشير إلى سلسلة من الاحتجاجات التي وقعت في البداية في مقاطعة إيكا منذ 30 نوفمبر 2020، من قبل المزارعين الذين أفادوا بأنهم ضحايا لسوء المعاملة وظروف العمل السيئة. انضم إليهم مزارعون من مقاطعة لا ليبرتاد. طالب العمال بإلغاء قانون الترويج الزراعي الذي تم تمديد سريانه في العام السابق في حكومة الرئيس مارتن فيزكارا حتى 31 ديسمبر 2031. استمع مجلس الوزراء إلى المتظاهرين في محادثات مع الكونغرس، بعد عدة أيام تمت الموافقة على مشروع القانون رقم 5759 الذي ألغى القانون رقم 27360. وهكذا في اليوم الخامس من الإضراب الزراعي حرر المتظاهرون طريق بان أمريكانا سور السريع. خلفت الاحتجاجات قتيلين. في 21 ديسمبر أي بعد يوم من فشل البرلمانيين في كونغرس الجمهورية في التوصل إلى اتفاق للموافقة على القانون الزراعي الجديد، فرض المتظاهرون حصارًا على طريق بان أمريكانا سور السريع. أعلنت النقابات الزراعية أنه سيتم وضع إضراب زراعي وطني رسميًا منذ 29 ديسمبر 2020. منذ استئناف الإضراب تم تسجيل 12 حالة وفاة جميعها في مقاطعة لا ليبرتاد. في 17 يناير تم تسجيل الاحتجاج الأخير المتعلق بالإضراب الزراعي من قبل متظاهرين يطالبون بالعدالة للمتوفين.